# ST-506

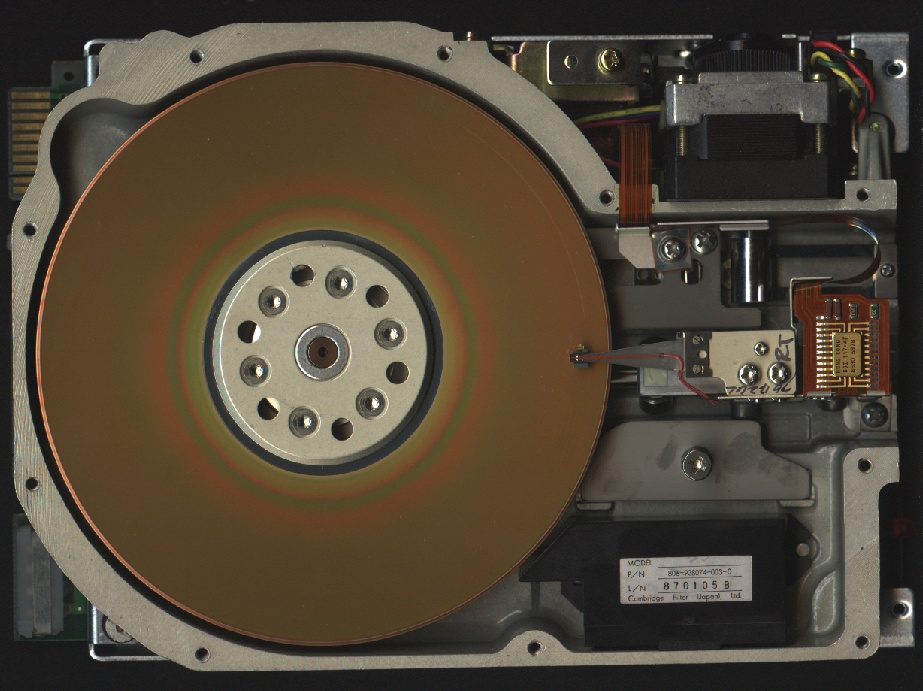
Seagate ST 506 HDD 5¼ pulgadas con tapa quitada.

El ST-506 fue el primer disco duro de 5,25 pulgadas lanzado en 1980 por Seagate Technology (en ese momento Shugart Technology). Almacenaba hasta 5 MB después de formateado y costaba 1500 dólares ($5547 en dólares de hoy).
El modelo similar de 10 MB ST-412 fue introducido en 1981. Ambos usaban la codificación MFM (utilizado ya extensamente en discos duros). La subsecuente extensión del ST-412 usaba codificación RLL para lograr un 50% de aumento en capacidad y transferencia de datos.
El ST-506 se conectaba a un ordenador a través de un controlador de disco. La interfaz ST-506 entre el controlador y la unidad se deriva de la SA1000 de Shugart Associates, que a su vez se basaba en la interfaz de la unidad de disquete, con lo que el diseño del controlador de disco era relativamente fácil. La interfaz ST-506 y sus variantes (ST-412, ST-412RLL) eran un estándar de facto para las unidades de disco duro en la década de 1990.

## Interfaz de controlador
En la interfaz ST-506, la unidad es conectada a una tarjeta controladora con dos cables; un tercer cable proporciona alimentación. Las tarjetas de control trasladan solicitudes traducidas para una pista y sector en particular desde el sistema principal en una secuencia de comandos de posicionamiento de la cabeza, y luego leen la señal desde el cabezal de la unidad y se recuperan los datos del disco, de forma similar a una unidad de disco. Posteriormente, a veces se las llamó unidades de discos duros tontas, cuando se introdujeron interfaces de alto nivel tales como SCSI e IDE y las unidades de disco que utilizan estas interfaces son más automatizados: el sistema host solicita un bloque particular de datos y la unidad lleva a cabo todos los pasos necesarios para leerlo.
Un cable plano de control de 34 pines controla los movimientos mecánicos de la unidad con pines como "HD SLCT 0" a "HD SLCT 3" que se utiliza para seleccionar una de hasta 16 cabezas (solamente cuatro eran disponibles en el doble disco de ST-506 en sí mismo) y "STEP/DIRECTION IN" se utiliza para mover las cabezas a la pista adecuada. Los datos a continuación se puede leer o escribir en serie utilizando los dos pines apropiados del cable plano de datos de 20 pines. El limitado ancho de banda del cable de datos no era un problema en el momento y no fue el factor que limita el rendimiento del sistema (aunque el cable no blindado a veces podría ser susceptible a altos niveles de ruido).
Las unidad de disco Seagate de segunda generación ST-412, entre otras cosas, añadió capacidad de búfer de búsqueda a la interfaz. En dicho modo de búsqueda, el controlador podía enviar pulsos STEP a la unidad tan rápido como podía recibirlos, sin tener que esperar a que el mecanismo se asiente. Un  microprocesador integrado en el disco entonces mueve el mecanismo para la pista deseada lo más rápido posible. La unidad de disco ST-506 sin memoria intermedia, alcanza un promedio de 170 ms (similar a una unidad de disquete o unidad óptica moderna), mientras que la unidad de disco ST-412 mecánicamente muy similar con bufer de búsqueda tiene un promedio de 85 ms. A fines de 1980, las unidades ST-412 eran capaces de tiempos promedio de búsqueda entre los 15 y los 30 milisegundos.

## Sistemas y desarrollos compatibles s

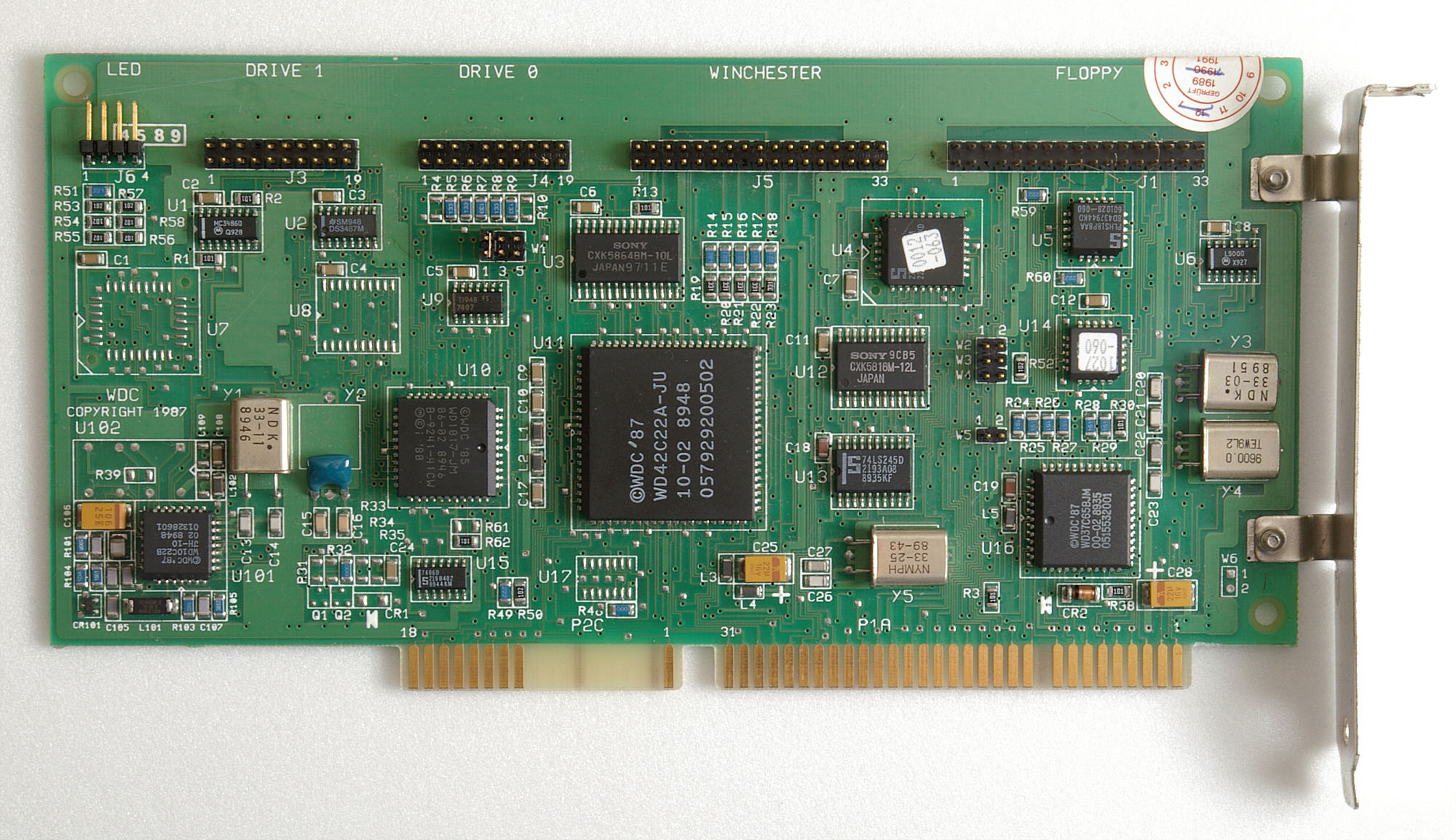
Western Digital WD1006

Muchas otras compañías introdujeron rápidamente unidades que utilizan los mismos conectores y señales, creando un estándar de disco duro basado en el ST-506. IBM eligió usarlo, adquiriendo tarjetas controladoras para el IBM Personal Computer XT de Xebec y para el IBM Personal Computer/AT de Western Digital. Como consecuencia de la aprobación de IBM, la mayor parte de las unidades en la década de 1980 se basaron en el ST-506. Sin embargo, la complejidad del controlador y el cableado llevó a soluciones nuevas como SCSI, y más tarde, ATA (IDE). Algunas de las primeras unidades SCSI eran en realidad unidades ST-506 con un controlador SCSI a ST-506 en la parte inferior de la unidad; sin embargo, la mayoría de discos SCSI y todas los ATA habían sido construidas con el controlador en la unidad, lo que eliminó la interfaz ST-506 en este tipo de modelos.

## Conectores
Del Manual OEM de los ST506/ST412. En la siguiente tabla, "~" denota una señal negada (activo bajo).

Conector Molex de 4 pines.

| Color | Color    | Patillaje |
| ----- | -------- | --------- |
|       | amarillo | +12 V DC  |
|       | Negro    | Masa      |
|       | Negro    | Masa      |
|       | Rojo     | +5 V DC   |

| MASA           | 1  | 2  | ~HD SLCT 3 (o ~Corriente de Escritura Reducida) |
| MASA           | 3  | 4  | ~HD SLCT 2                                      |
| MASA           | 5  | 6  | ~WRITE GATE                                     |
| MASA           | 7  | 8  | ~SEEK CMPLT                                     |
| MASA           | 9  | 10 | ~TRACK 0                                        |
| MASA           | 11 | 12 | ~WRITE FAULT                                    |
| MASA           | 13 | 14 | ~HD SLCT 0                                      |
| Guía (sin pin) | 15 | 16 | Reservado                                       |
| MASA           | 17 | 18 | ~HD SLCT 1                                      |
| MASA           | 19 | 20 | ~INDEX                                          |
| MASA           | 21 | 22 | ~READY                                          |
| MASA           | 23 | 24 | ~STEP                                           |
| MASA           | 25 | 26 | ~DRV SLCT 0                                     |
| MASA           | 27 | 28 | ~DRV SLCT 1                                     |
| MASA           | 29 | 30 | ~DRV SLCT 2                                     |
| MASA           | 31 | 32 | ~DRV SLCT 3                                     |
| MASA           | 33 | 34 | ~DIRECTION IN                                   |

| ~DRV SLCTD   | 1  | 2  | MASA           |
| Sin conectar | 3  | 4  | MASA           |
| Sin conectar | 5  | 6  | MASA           |
| Sin conectar | 7  | 8  | Guía (sin pin) |
| Sin conectar | 9  | 10 | Sin conectar   |
| MASA         | 11 | 12 | MASA           |
| +MFM WRITE   | 13 | 14 | -MFM WRITE     |
| MASA         | 15 | 16 | MASA           |
| +MFM READ    | 17 | 18 | -MFM READ      |
| MASA         | 19 | 20 | MASA           |